# Makemake (törpebolygó)
A Makemake (kiejtése: írás szerint; szimbólum: ) a Kuiper-övben található törpebolygó. Átmérője a Plutóénak 3/4-e, így a 2014-ben ismert törpebolygók közül a harmadik legnagyobb. A törpebolygónak egy ismert holdja van, az MK-2 nevű, amit 2016-ban a Hubble űrtávcső segítségével fedeztek fel. Az MK-2 hold becsült átmérője 160 km.
A Makemake 30 K felszíni hőmérséklete különösen alacsony, így elképzelhető, hogy felszínét metán- és etánjég borítja.
2005. március 31-én fedezte fel Michael Brown és csapata, ideiglenes azonosítója ekkor 2005 FY9 lett. 2006-ban, a pályaadatainak megállapítása nyomán kisbolygóvá minősítették, ezzel a 136472 Makemake katalógusszámot kapta. 2008-ban az Nemzetközi Csillagászati Unió (IAU) a tömege és gömbszerű alakja miatt a csak két évvel korábban létrehozott törpebolygó kategóriába emelte, ezzel a neve felvette végleges, Makemake alakját.
Előzetes, nem hivatalos neve „Easterbunny”, azaz „Húsvéti nyuszi” volt, mivel húsvét idején fedezték fel.
Makemake mitológiai alak, a rapanuik, a Húsvét-sziget őslakosainak teremtője.